# ویسکر

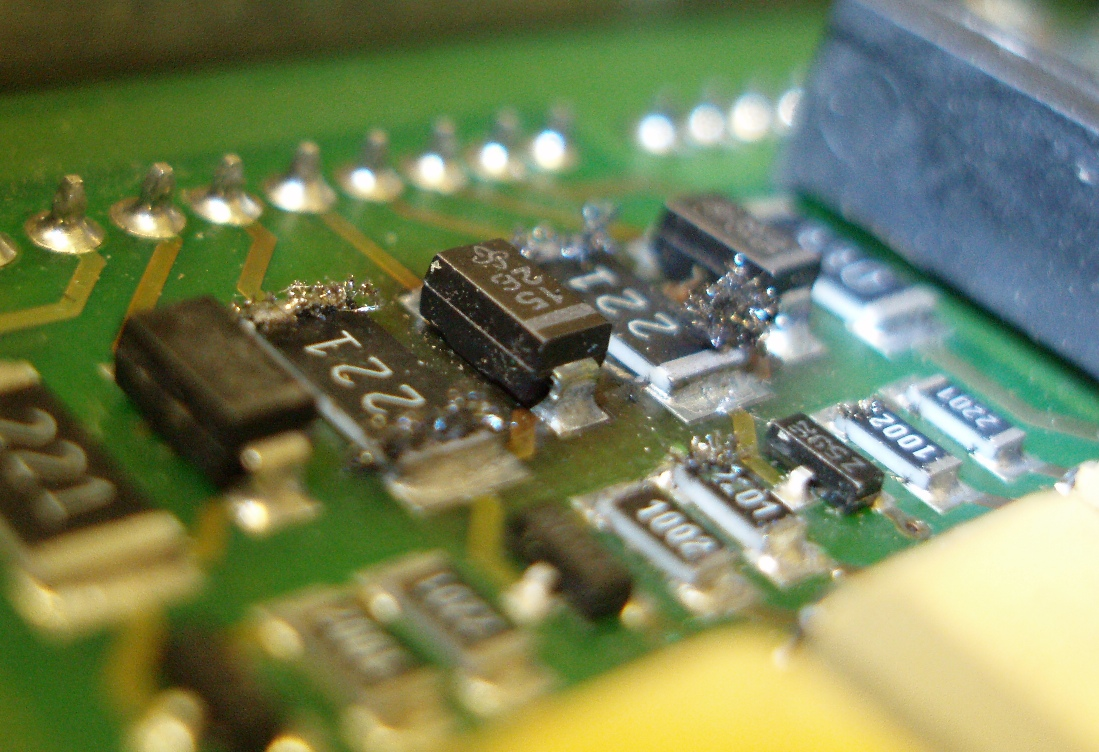
رشد ویسکرهای نقره روی مقاومت الکتریکی.

ویسکر فلزی (به انگلیسی: Metal Whiskering)، سبیل فلزی، طرّه فلزی یا پرز فلزی، پدیده ای در دستگاه های الکترونیکی است که در آن از فلزات رشته های سبیل مانندی به مرور زمان تشکیل میشود. ویسکر قلع از اوایل قرن بیستم میلادی در عصر لامپ های خلأ در تجهیزاتی که در آن از قلع خالص، یا تقریباً خالص، استفاده شده بوده مشاهده و ضبط شد. مشاهده میشد که مو یا پیچک هایی فلزی از میان پد های لحیم کاری رشد کرده و باعث اتصال کوتاه میشد. ویسکر های فلزی در حضور تنش فشاری به وجود می آیند. ویسکر فلزات ژرمانیم، روی، کادمیم و حتّی سرب نیز مشاهده شده اند. کار های زیادی برای خفیف کردن این مشکل استفاده میشود. من جمله اصلاحاتی در روند بازپخت (گرمایش و سرمایش)، افزودن فلزاتی مانند مس و نیکل و پوشش سازی همدیس. به طور سنتی به لحیم های قلعی، سرب اضافه میکردند تا سرعت رشد ویسکر را کاهش دهند.
پیروی دستور العمل محدودیت استفاده از مواد خطرناک (RoHS)، اتحادیّه اروپا استفاده از سرب در اکثر لوازم الکترونیکی مصرفی را از سال ۲۰۰۶ به دلیل مخاطرات سرب برای سلامتی و همچنین مشکل "زباله های فناورانه" ممنوع اعلام کرد؛ که باعث شد توجه ها دوباره به مشکل تشکیل ویسکر فلزی در لحیم های بدون سرب جلب شود.

## مکانیزم

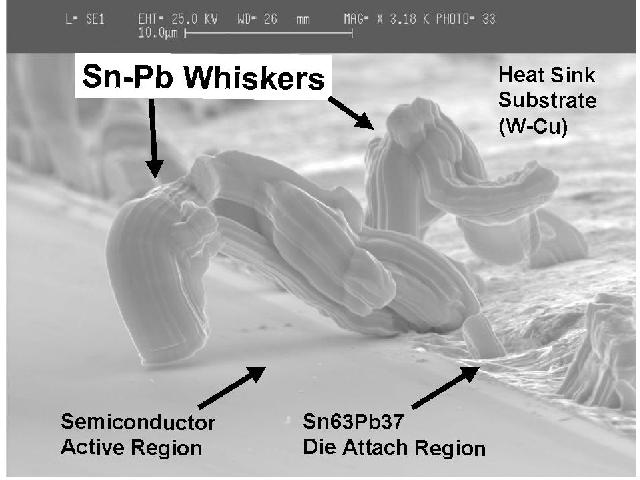
ویسکرهای قلع-سرب

پدیده ی ویسکر در فلزات، رشد خود بخودی و ناخواستهٔ باریکه‌هایی به شکل مو در سطح فلزات را به ارمغان می‌آورد. این اتفاق بیشتر در عنصر فلزات رخ می‌دهد اما این امکان نیز وجود دارد که حتی ویسکرها در آلیاژ فلزات نیز مشاهده شوند.
مکانیزم رشد ویسکرها به‌طور کامل و دقیق درک نشده‌است اما بر طیق تجربه می‌توان استنباط نمود که رشد ویسکرها با اعمال تنش فشاری رابطهٔ مستقیمی دارد .
ویسکرهای فلزی به صورت رشته‌ای باریک و عمود به سطح فلز رشد و گسترش پیدا می‌کنند. برای رشد و گسترش ویسکرهای فلزی هیچ نیازی به حضور میدان‌های الکترومغناطیسی یا انحلال فلز نیست.

## آثار مخرب
ویسکرهای فلزی می‌توانند باعث به وجود آمدن مدارهای کوچک و تخلیهٔ الکتریکی در قطعات الکترونیکی شوند. این پدیده ابتدا در اوساط قرن بیستم میلادی توسط شرکت‌های مخابراتی کشف شد.

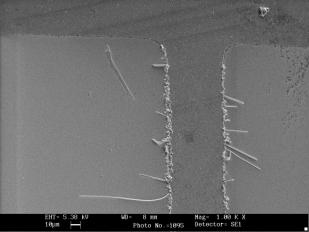
رشد و گسترش ویسکر(نوار باریکه)

یکی دیگر از آثار مخربی که در سرور‌های کامپیوتری مشاهده می‌شود، در واقع بخاطر شکل‌گیری ویسکرهای روی می‌باشند. ویسکرهای روی، از سطوح فلزی گالوانیزه شده با سرعت نزدیک به 1 میلی‌متر در سال رشد می‌کنند. این ویسکرهای فلزی بسیار باریک هستند و قطر آن‌ها تنها در حدود چند میکرومتر است. این باریکی ِ بیش از اندازهٔ ویسکرهای فلز روی باعث می‌شود که این ویسکرها حتی از فیلترهای هوای داخل قطعات الکترونیکی نیز عبور کنند و باعث تشکیل مدار کوچک و آثار مخرب در روند کاری آن قطعه شود.

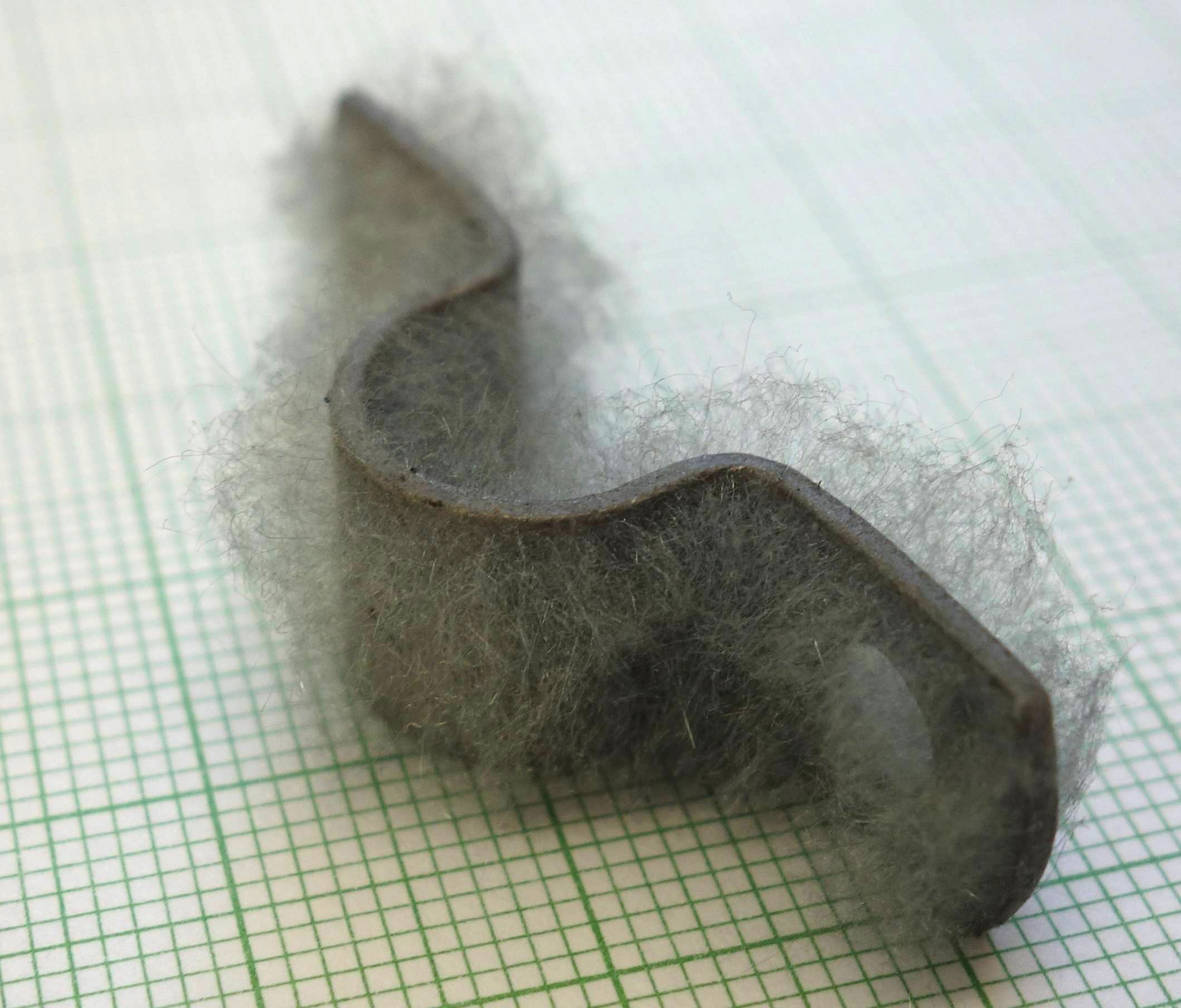
چندین رشته ویسکر فلز روی بر فولاد روکش روی

ویسکرهای نقره معمولاً در محل اجتماع با یک لایه از نقره سولفید تشکیل می‌شوند. وجود هیدروژن سولفید و رطوبت بالا به گسترش و رشد ویسکرهای فلزی بسیار کمک می‌کنند.
ویسکرهای قلع در خلا می‌توانند آثار بسیار مخربی داشته باشند. در قطعااتی که با انرژی بسیاری سر و کار دارند، یک جریان کوچک ویسکر به یک پلاسما یونیزه می‌شود و می‌تواند جریانی چند صد آمپری به وجود آورد که صدمات بسیار زیادی را به قطعهٔ مورد نظر وارد می‌کند.

## راهکارهای کاهش آثار مخرب
پوشش‌های سرامیکی و پلیمری می‌توانند جلوی رشد و گسترش ویسکرها را تا حدودی بگیرند.
در برخی آزمایش‌ها به کمک پایانه‌های نیکل،طلا یا پالادیوم، با تشکیل یک روکش موفق به حدف ویسکرهای فلزی شدند.

## ویسکرهای تک کریستالی
ویسکرهای تک کریستالی رشته‌هایی با ساختار بلوری نسبتاً کامل بوده و اغلب بدون نقص هستند. این امر باعث می‌شود که استحکام ویسکرها در برابر تنش،  به استحکام تئوری بدست آمده از مکانیک محیط‌های پیوسته نزدیک باشد. از تک کریستالی بودن ِ آن‌ها می‌توان فهمید که خواص در طول کریستال، ناهمسانگرد می‌باشند.

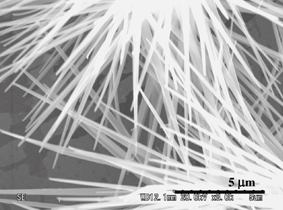
ساختا پلی نانو ویسکر
K. Kimura, S. Yamazaki, Y. Matsuoka, and Y. Yamashita

این ویسکرهای تک کریستالی قادرند تنش‌های کششی بسیار زیاد و در حدود 10 گیگاپاسکال را تحمل کنند و از خود انعطاف‌پذیری بسیار بالایی نشان دهند. همانگونه که پیش تر اشاره شد، اگر به جای این مقادیر بسیار کم و در ابعاد نانو، مقادیر بزرگتری ویسکر داشته باشیم باعث بروز مشکلات متنوعی، به خصوص در سیستم‌های الکتریکی می‌شوند.
از آنجایی که تولید و ساخت ویسکرهای تک کریستالی برای مقادیر زیاد امری بسیار دشوار است، ویسکرهای تک کریستالی اغلب در کامپوزیت‌ها و در مقادیر کم مورد استفاده قرار می‌گیرند.
ابعاد آن‌ها به قدری کوچک است که قابلیت واکنش‌پذیری شیمیاییِ آن‌ها را بسیار بالا میبرد و امکان دارد به راحتی از طریق تماس پوستی یا به‌طور شایع تر، از طریق تنفس وارد بدن انسان شوند و موجوب واکنش‌های خطرناک شیمیایی شوند و پیامدهای مخربی در پی داشته باشند. به همین جهت استفاده از ویسکرهای تک کریستالی برای مصارف رایج به کلی ممنوع شده‌است.
معمولا قطر مقاطع ِ نانو ویسکرهای تک کریستالی بین 1 تا 100 نانومتر است و آن‌ها بسیار باریک‌اند. نسبت ِ طول به قطر مقطع در نانو ویسکرهای تک کریستالی بیش از 100 است.
استفاده‌های گونان از نانوویسکرهای تک کریستالی در کامپوزیت‌ها، در نهایت باعث در اختیار داشتن ِ ماده‌ای با خواص ِ بسیار بهبود یافته از نظر مقاومت در برابر تنش و ترک خوردن و شکست و خوردگی و بسیاری خواص مکانیکی دیگر می‌شود. بدین ترتیب می‌توانیم برای دستگاه‌های خاص که مسلما موادی خاص هم برای ساخته شدنشان میطلبند، تهیه کنیم. بدون آنکه در ابعاد بزرگ تغییری ایجاد کنیم، با استفاده از ماهیت کوچک اما تأثیرگذار ِ نانو ویسکرهای تک کریستال، ساختن ِ بسیاری از دستگاه‌های پیشرفته را عملی کنیم.

## کاربردهایی از نانو ویسکر
بهبود خواص مکانیکی پلیمرهای مصنوعی و طبیعی:
ویسکرها یا نانوکریستال‌های سلولز که ذرات میله‌ای شکل با درجه تبلور بالا و سطح مشترک ویژه در حدود چند صد مترمربع در هر گرم هستند به دلیل ساختار تک کریستالی، شکل میله‌ای بلند و منظم و همچنین قیمت پایین، گزینه مناسبی هستند.این نانوویسکرها در دسترس و تجدید پذیر هستند.
جایگزین کردن محصولات حاصل از پلیمرهای غیرقابل تجزیه‌‌ باماده‌ای زیست تخریب پذیر:
امروزه که یکی از چالش‌های اصلی جهان زبست تخریب پذیر نبودن تعداد کثیری از مصنوعات بشر است و این مسئله مشکلات زیست‌محیطی بسیاری را ایجاد نموده است، سرمایه‌گذاری در این زمینه برای کاهش آلودگی‌های زیست‌محیطی لازم بسیار پر اهمیت است.
بدین ترتیب نانو ویسکرها کاربردهای بسیار گسترده‌ای در جهت حفظ محیط زیست، پیشرفت‌های صنعتی و ...دارند.
بهینه‌سازی به کمک این نانو ویسکرها احتیاج به مطالعات گسترده و دستگاه‌های خاص و رعایت نکات امنیتی بسیاری است، اما با توجه به پیشرفت‌های محسوسی که می‌توان در این راستا داشت مسلما در آینده‌ای نزدیک، استفاده از آن‌ها در ساخت مواد بسیار گسترده‌تر خواهد شد.